# 圣公会三一座堂 (迈阿密)
圣公会三一座堂（Trinity Episcopal Cathedral）是圣公会佛罗里达东南教区的主教座堂，位于美国佛罗里达州迈阿密东北16街464号。

## 历史
三一座堂是在迈阿密市区内最古老的堂会，成立于1896年6月12日，在迈阿密市成立之前一个多月。木制教堂在1912年被一个壮观的两层石结构教堂所取代。
1923年，迈阿密和佛罗里达州的房地产繁荣达到繁荣的顶峰，会众遂购地建造新堂，足以容纳1100名信徒。迈阿密建筑师Harold Hastings Mundy设计了新教堂，结合了罗马式，拜占庭式和意大利式的建筑元素，使之具有独特的地中海外观。其建筑于1925年7月完成。当1927年房地产泡沫崩溃，三一堂被一大笔抵押债务所淹没，直到1946年才还清。
座堂内部有大量精雕细琢的马赛克，以及花窗玻璃，描绘圣经场景。
1970年，新成立的圣公会佛罗里达东南教区第一次会议投票选出三一堂是教区的主教座堂。1980年10月10日，它被列入美国国家史迹名录。